# Sabana Grande de Palenque
Sabana Grande de Palenque är 
en kommun i Dominikanska republiken.   Den ligger i provinsen San Cristóbal, i den sydöstra delen av landet, 30 km sydväst om huvudstaden Santo Domingo. Antalet invånare i kommunen är cirka 15 000.
Terrängen runt Sabana Grande de Palenque är platt. Havet är nära Sabana Grande de Palenque åt sydost. Närmaste större samhälle är San Cristóbal, 17,8 km norr om Sabana Grande de Palenque.